# Aidia ochroleuca
Aidia ochroleuca är en måreväxtart som först beskrevs av Karl Moritz Schumann, och fick sitt nu gällande namn av Ernest Marie Antoine Petit. Aidia ochroleuca ingår i släktet Aidia och familjen måreväxter. Inga underarter finns listade i Catalogue of Life.